# جيمس أبراهامز
جيمس أبراهامز (بالإنجليزية: James Abrahams)‏ (1867 في المملكة المتحدة - ) هو لاعب كرة قدم بريطاني (وحمل سابقاً جنسية المملكة المتحدة لبريطانيا العظمى وأيرلندا) في مركز الهجوم. لعب مع نوتس كاونتي.